# Liste des députés européens du Royaume-Uni de la 5e législature
Ceci est une liste des membres du Parlement européen pour le Royaume-Uni de 1999 à 2004, classés par nom.
| Nom                       | Parti                                           | Groupe                   | Circonscription          |
| ------------------------- | ----------------------------------------------- | ------------------------ | ------------------------ |
| Gordon Adam               | Parti travailliste                              | PSE                      | Angleterre du Nord-Est   |
| Robert Atkins             | Parti conservateur                              | PPE-DE                   | Angleterre du Nord-Ouest |
| Elspeth Attwooll          | Libéraux-démocrates                             | ELDR                     | Écosse                   |
| Richard Balfe             | Parti conservateur                              | PSE / PPE-DE             | Londres                  |
| Christopher Beazley       | Parti conservateur                              | PPE-DE                   | Angleterre de l'Est      |
| Nicholas Bethell          | Parti conservateur                              | PPE-DE                   |                          |
| Graham Booth              | UK Independence Party                           | EDD                      | Angleterre du Sud-Ouest  |
| David Bowe                | Parti travailliste                              | PSE                      | Yorkshire et Humber      |
| John Bowis                | Parti conservateur                              | PPE-DE                   | Londres                  |
| Philip Bradbourn          | Parti conservateur                              | PPE-DE                   | Midlands de l'Ouest      |
| Philip Bushill-Matthews   | Parti conservateur                              | PPE-DE                   | Midlands de l'Ouest      |
| Martin Callanan           | Parti conservateur                              | PPE-DE                   | Angleterre du Nord-Est   |
| Michael Cashman           | Parti travailliste                              | PSE                      | Midlands de l'Ouest      |
| Giles Chichester          | Parti conservateur                              | PPE-DE                   | Angleterre du Sud-Ouest  |
| Nick Clegg                | Libéraux-démocrates                             | ELDR                     | Midlands de l'Est        |
| Richard Corbett           | Parti travailliste                              | PSE                      | Yorkshire et Humber      |
| John Corrie               | Parti conservateur                              | PPE-DE                   | Midlands de l'Ouest      |
| Chris Davies              | Libéraux-démocrates                             | ELDR                     | Angleterre du Nord-Ouest |
| Nirj Deva                 | Parti conservateur                              | PPE-DE                   | Angleterre du Sud-Est    |
| Alan Donnelly             | Parti travailliste                              | PSE                      | Angleterre du Nord-Est   |
| Den Dover                 | Parti conservateur                              | PPE-DE                   | Angleterre du Nord-Ouest |
| Andrew Duff               | Libéraux-démocrates                             | ELDR                     | Angleterre de l'Est      |
| James Elles               | Parti conservateur                              | PPE-DE                   | Angleterre du Sud-Est    |
| Jillian Evans             | Plaid Cymru                                     | V-ALE                    | Pays de Galles           |
| Jonathan Evans            | Parti conservateur                              | PPE-DE                   | Pays de Galles           |
| Robert Evans              | Parti travailliste                              | PSE                      | Londres                  |
| Nigel Farage              | UK Independence Party                           | EDD                      | Angleterre du Sud-Est    |
| Glyn Ford                 | Parti travailliste                              | PSE                      | Angleterre du Sud-Ouest  |
| Jacqueline Foster         | Parti conservateur                              | PPE-DE                   | Angleterre du Nord-Ouest |
| Neena Gill                | Parti travailliste                              | PSE                      | Midlands de l'Ouest      |
| Robert Goodwill           | Parti conservateur                              | PPE-DE                   | Yorkshire et Humber      |
| Pauline Green             | Parti travailliste                              | PSE                      | Londres                  |
| Daniel Hannan             | Parti conservateur                              | PPE-DE                   | Angleterre du Sud-Est    |
| Malcolm Harbour           | Parti conservateur                              | PPE-DE                   | Midlands de l'Ouest      |
| Christopher Heaton-Harris | Parti conservateur                              | PPE-DE                   | Midlands de l'Est        |
| Roger Helmer              | Parti conservateur                              | PPE-DE                   | Midlands de l'Est        |
| Michael Holmes            | UK Independence Party                           | EDD / NI                 | Angleterre du Sud-Ouest  |
| Mary Honeyball            | Parti travailliste                              | PSE                      | Londres                  |
| Richard Howitt            | Parti travailliste                              | PSE                      | Angleterre de l'Est      |
| Ian Hudghton              | Parti national écossais                         | V-ALE                    | Écosse                   |
| Stephen Hughes            | Parti travailliste                              | PSE                      | Angleterre du Nord-Est   |
| Chris Huhne               | Libéraux-démocrates                             | ELDR                     | Angleterre du Sud-Est    |
| John Hume                 | Parti social-démocrate et travailliste          | PSE                      | Irlande du Nord          |
| Richard Inglewood         | Parti conservateur                              | PPE-DE                   | Angleterre du Nord-Ouest |
| Caroline Jackson          | Parti conservateur                              | PPE-DE                   | Angleterre du Sud-Ouest  |
| Bashir Khanbhai           | Parti conservateur                              | PPE-DE                   | Angleterre de l'Est      |
| Glenys Kinnock            | Parti travailliste                              | PSE                      | Pays de Galles           |
| Timothy Kirkhope          | Parti conservateur                              | PPE-DE                   | Yorkshire et Humber      |
| Jean Lambert              | Parti vert de l'Angleterre et du pays de Galles | V-ALE                    | Londres                  |
| Caroline Lucas            | Parti vert de l'Angleterre et du pays de Galles | V-ALE                    | Angleterre du Sud-Est    |
| Sarah Ludford             | Libéraux-démocrates                             | ELDR                     | Londres                  |
| Elizabeth Lynne           | Libéraux-démocrates                             | ELDR                     | Midlands de l'Ouest      |
| Alexander Macmillan       | Parti conservateur                              | PPE-DE                   | Angleterre du Sud-Ouest  |
| Linda McAvan              | Parti travailliste                              | PSE                      | Yorkshire et Humber      |
| Arlene McCarthy           | Parti travailliste                              | PSE                      | Angleterre du Nord-Ouest |
| Neil MacCormick           | Parti national écossais                         | V-ALE                    | Écosse                   |
| Edward McMillan-Scott     | Parti conservateur                              | PPE-DE                   | Yorkshire et Humber      |
| Eryl McNally              | Parti travailliste                              | PSE                      | Angleterre de l'Est      |
| David Martin              | Parti travailliste                              | PSE                      | Écosse                   |
| Bill Miller               | Parti travailliste                              | PSE                      | Écosse                   |
| Claude Moraes             | Parti travailliste                              | PSE                      | Londres                  |
| Eluned Morgan             | Parti travailliste                              | PSE                      | Pays de Galles           |
| Simon Murphy              | Parti travailliste                              | PSE                      | Midlands de l'Ouest      |
| Bill Newton Dunn          | Libéraux-démocrates                             | PPE-DE(1999–2000) / ELDR | Midlands de l'Est        |
| Jim Nicholson             | Parti unioniste d'Ulster                        | PPE-DE                   | Irlande du Nord          |
| Emma Nicholson            | Libéraux-démocrates                             | ELDR                     | Angleterre du Sud-Est    |
| Mo O'Toole                | Parti travailliste                              | PSE                      | Angleterre du Nord-Est   |
| Ian Paisley               | Parti unioniste démocrate                       | NI                       | Irlande du Nord          |
| Neil Parish               | Parti conservateur                              | PPE-DE                   | Angleterre du Sud-Ouest  |
| Roy Perry                 | Parti conservateur                              | PPE-DE                   | Angleterre du Sud-Est    |
| James Provan              | Parti conservateur                              | PPE-DE                   | Angleterre du Sud-Est    |
| John Purvis               | Parti conservateur                              | PPE-DE                   | Écosse                   |
| Mel Read                  | Parti travailliste                              | PSE                      | Midlands de l'Est        |
| Brian Simpson             | Parti travailliste                              | PSE                      | Angleterre du Nord-Ouest |
| Peter Skinner             | Parti travailliste                              | PSE                      | Angleterre du Sud-Est    |
| Struan Stevenson          | Parti conservateur                              | PPE-DE                   | Écosse                   |
| Catherine Stihler         | Parti travailliste                              | PSE                      | Écosse                   |
| Robert Sturdy             | Parti conservateur                              | PPE-DE                   | Angleterre de l'Est      |
| David Sumberg             | Parti conservateur                              | PPE-DE                   | Angleterre du Nord-Ouest |
| Charles Tannock           | Parti conservateur                              | PPE-DE                   | Londres                  |
| Jeffrey Titford           | UK Independence Party                           | EDD                      | Angleterre de l'Est      |
| Gary Titley               | Parti travailliste                              | PSE                      | Angleterre du Nord-Ouest |
| Ian Twinn                 | Parti conservateur                              | PPE-DE                   | Londres                  |
| Geoffrey Van Orden        | Parti conservateur                              | PPE-DE                   | Angleterre de l'Est      |
| Theresa Villiers          | Parti conservateur                              | PPE-DE                   | Londres                  |
| Diana Wallis              | Libéraux-démocrates                             | ELDR                     | Yorkshire et Humber      |
| Graham Watson             | Libéraux-démocrates                             | ELDR                     | Angleterre du Sud-Ouest  |
| Mark Watts                | Parti travailliste                              | PSE                      | Angleterre du Sud-Est    |
| Phillip Whitehead         | Parti travailliste                              | PSE                      | Midlands de l'Est        |
| Eurig Wyn                 | Plaid Cymru                                     | V-ALE                    | Pays de Galles           |
| Terence Wynn              | Parti travailliste                              | PSE                      | Angleterre du Nord-Ouest |